# 476
Cette page concerne l'année 476  du calendrier julien. Pour l'année 476 av. J.-C., voir 476 av. J.-C. Pour le nombre 476, voir 476 (nombre).
L'année 476 est une année bissextile qui commence un jeudi.
L'année 476 du calendrier julien correspond à la chute de l'Empire romain d'Occident et marque traditionnellement le début du Moyen Âge. Cependant, la transition entre l'Antiquité et le Moyen Âge fait l'objet d'un débat historiographique vigoureux ; d'autres années sont avancées pour le début du Haut Moyen Âge : 380 avec l'Édit de Thessalonique, 395, 511, 512, ou encore la fin du règne de Justinien, voire le cataclysme de 536. Les travaux des historiens contemporains mettent en effet en évidence une continuité entre le Ve et le VIe siècle, avec une période d'Antiquité tardive commençant à la fin de la crise du troisième siècle et le début du règne de Dioclétien.

## Événements
- Selon l'inscription d'Arris, le Berbère Masties, chef des tribus montagnardes des Aurès, se proclame imperator et règne une quarantaine d’années[1].
- Paix entre  Zénon et Genséric. L’empereur d'Orient confirme la possession de l’Afrique et des îles de la Méditerranée occidentale au royaume vandale[2].
- Début du règne de Budhagupta (en), empereur Gupta des Indes (fin en 495) ; son empire s'étend encore du Mâlvâ au Bengale[3].

### Europe

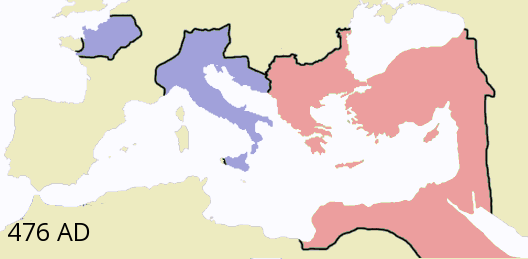
Carte des Empires romains d'Orient et d'Occident en 476, à comparer à la précédente : la chute de l'Occident est perceptible, les Grandes invasions ont ravagé l'ouest plus que Constantinople. La portion de Gaule romaine, séparée de l'ensemble, devient le domaine gallo-romain dirigé par une autorité sur laquelle Rome n'influe plus. Sur cette carte, il y a la mention de la Maurétanie et de la Numidie qui restent non conquises par le royaume vandale.

- Printemps : Euric, roi des Wisigoths, s'empare de la Provence[4] (Arles, Marseille et plusieurs autres forteresses…)[5]. Il pousse son offensive jusqu'à Clermont-Ferrand, qui est prise. L'évêque Sidoine Apollinaire est fait prisonnier[6].
- Août : fin du règne de l'usurpateur Basiliscus sur l'Empire romain d'Orient. Après avoir chassé Zénon du trône en 475, il se rend lui-même très impopulaire en augmentant les impôts et en voulant imposer le monophysisme dans l'Empire, poussant le patriarche de Constantinople Acacius à draper de noir Sainte-Sophie. Trahi par le général Illus et par son propre neveu Armatus, Basiliscus ne peut empêcher Zénon de rentrer à Constantinople en août, où il est chaleureusement accueilli. Basiliscus meurt peu après, exécuté avec femme et enfants sur ordre de Zénon[7].
- 23 août : Odoacre se fait proclamer roi à Pavie après avoir saccagé la ville[8].
  - L’armée d’Italie est depuis longtemps composée de Barbares : Rugiens, Hérules, Skires, Turcilinges, entre autres. Ils demandent l'extension à l’Italie du système de la tercia, le tiers des terres de la péninsule, à l’exemple des autres provinces. Après que le patrice Flavius Oreste, père du jeune empereur Romulus Augustule, a refusé de leur accorder des terres, les Hérules se révoltent et marchent sur l'Empire[9].
- 28 août : Oreste est capturé à Plaisance puis exécuté[8].
- 4 septembre : après la chute de sa capitale Ravenne, Romulus Augustule est forcé d'abdiquer par le chef des Hérules, Odoacre. Celui-ci exile l'ex-empereur en Campanie et renvoie les insignes impériaux à Byzance, pour que Zénon le reconnaisse comme patrice. Zénon le renvoie vers l’empereur légitime d’Occident qu'avait détrôné Flavius Oreste, Julius Nepos, alors réfugié en Dalmatie. Odoacre refuse et les choses en restent là (477)[8]. En apparence, Odoacre gouverne l'Italie au nom du seul empereur, celui d’Orient. En fait, l’Empire d’Occident a cessé d’exister.

- Zénon adopte Théodoric, roi des Amales (Ostrogoths)[10].
- Odoacre traite avec Genséric qui lui cède la Sicile à l'exception de Lylibée[8].
- Guerre entre Burgondes et Wisigoths (476-477). Le roi burgonde Hilpéric, qui cherche un accès à la Méditerranée, attaque les Wisigoths, mais est vaincu et doit traiter. Il est possible que pendant quelques années les Burgondes versent un tribut à Euric[11].
- La tombe de saint Pierre à Rome est pillée[12].

## Naissances en 476
- Âryabhata, savant indien (mort en 550).
- Tanluan, moine bouddhiste chinois (mort en 542)

## Décès en 476
- 28 août : Flavius Oreste, dirigeant de l'Empire romain d'Occident.

### Note
1. ↑  Voir l'article Antiquité tardive